# Porta da Índia (Nova Deli)

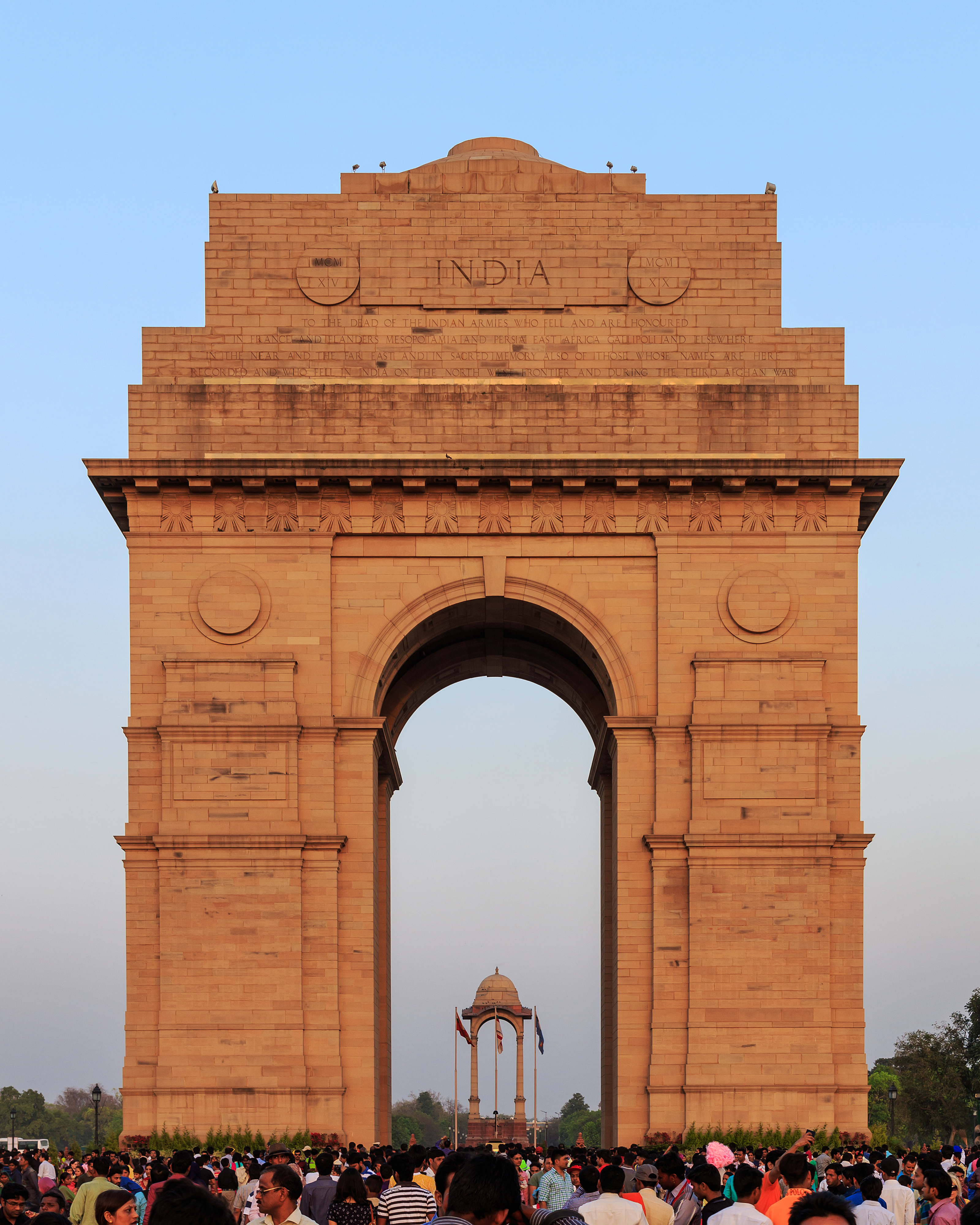
A Porta da Índia

A Porta da Índia (em inglês: India Gate; em hindi: इंडिया गेट) é um monumento nacional situado em Rajpath, o coração da cidade indiana de Nova Deli. Homenageia os soldados mortos durante a Segunda Guerra Mundial e nas Guerras anglo-afegãs.
Este arco do triunfo, chamado inicialmente Memorial de Todas as Guerras Indianas, foi construído pelo arquiteto Edwin Lutyens para lembrar os soldados indianos caídos durante a Primeira Guerra Mundial e as Guerras Afegãs de 1919. Os nomes destes soldados, 85 000 no total, estão inscritos nas paredes do monumento.
A construção da Porta da Índia, de um estilo claramente colonial, começou em 1921 e terminou em 1931. Desde 1971 que se encontra sob o monumento um túmulo do soldado desconhecido com uma chama eterna, conhecida como Amar Jawan Jyoti, dedicada a honrar os soldados desconhecidos mortos nos confrontos entre Índia e Paquistão que tiveram lugar nesse mesmo ano. Inicialmente sob o monumento situava-se a estátua do rei Jorge V, estátua essa que desapareceu quando a Índia se tornou independente.
Na parte superior do monumento pode ler-se o seguinte texto:
Aos mortos do exército da Índia que caíram com honra em França e Flandres, Mesopotâmia e Pérsia, este de África, Gallipoli e em qualquer lugar do próximo ou longínquo oriente e na sagrada memória dos que deixaram seus nomes inscritos ao cair na Índia ou na fronteira noroeste durante a Terceira Guerra Afegã.
O monumento tem uma altura total de 42 metros e está situado na confluência de diversas ruas importantes. O trânsito em redor deste arco de triunfo é muitas vezes motivo de conflito devido aos contínuos cortes na circulação provocados pelo risco de ataques terroristas. A zona onde se situa a Porta da Índia, rodeada de zonas relvadas, é um dos destinos preferidos das famílias de Deli durante os dias festivos.